# ألفريدو ريزو
ألفريدو ريزو (بالإيطالية: Alfredo Rizzo) (و. 1902 – 1991 م) هو مخرج أفلام، وكاتب سيناريو، وممثل مسرحي، وممثل تلفزي من إيطاليا، ومملكة إيطاليا، ولد في نيس، توفي في روما، عن عمر يناهز 89 عاماً.

## وصلات خارجية
- ألفريدو ريزو على موقع IMDb (الإنجليزية)
- ألفريدو ريزو على موقع ألو سيني (الفرنسية)
- ألفريدو ريزو على موقع أول موفي (الإنجليزية)
- ألفريدو ريزو على موقع قاعدة بيانات الأفلام السويدية (السويدية)
- ألفريدو ريزو على موقع قاعدة بيانات الفيلم (الإنجليزية)
- ألفريدو ريزو على موقع كينوبويسك (الروسية)